# اوه آه یون
اوه آه یون (کره‌ای: 오아연؛ زادهٔ ۶ مارس ۱۹۹۲) بازیگر اهل کره جنوبی است. او به خاطر ایفای نقش در مجموعه‌های تلویزیونی سرچ: دبلیودبلیودبلیو و آقای آفتاب شناخته می‌شود. او در فیلم‌های قلب تیره و گونجیام: تیمارستان تسخیرشده نیز حضور پیدا کرده‌است.

## فیلم‌شناسی

### فیلم
| سال  | عنوان                       | نقش                | منابع |
| ---- | --------------------------- | ------------------ | ----- |
| ۲۰۱۴ | دسامبر                      | جی هه              | [ ۵ ] |
| ۲۰۱۷ | قلب تیره                    | کره‌ای خارج از کشور | [ ۶ ] |
| ۲۰۱۸ | گونجیام: تیمارستان تسخیرشده | آه یون             | [ ۷ ] |

### فیلم تلویزیونی
| سال  | عنوان       | نقش      | شبکه   | منابع |
| ---- | ----------- | -------- | ------ | ----- |
| ۲۰۱۵ | به دنبال تو | مدیر جون | اس‌بی‌اس | [ ۸ ] |

### مجموعه تلویزیونی
| سال  | عنوان                | نقش         | منابع  |
| ---- | -------------------- | ----------- | ------ |
| ۲۰۱۷ | مپسی میو             | جی آ        | [ ۹ ]  |
| ۲۰۱۷ | تحریف                | کونگ جی وون | [ ۱۰ ] |
| ۲۰۱۸ | آقای آفتاب           | سو آه       | [ ۱۱ ] |
| ۲۰۱۸ | دابلیواچ‌وای          | دا این      | [ ۱۲ ] |
| ۲۰۱۹ | سرچ: دبلیودبلیودبلیو | جو آه را    | [ ۱۳ ] |